# Solgraben (Helme)
Der Solgraben ist ein fast drei Kilometer langer, rechter Nebenarm der Helme in und unterhalb der Talsperre Kelbra im sachsen-anhaltischen Landkreis Mansfeld-Südharz.

## Verlauf
Der  ehemalige Anfangsteil des Solgrabens ist von der Talsperre überflutet. Als Fließgewässer beginnt er heute erst am Sperrdamm, wo für ihn ein zum Hauptauslass der Talsperre zusätzlicher Nebenauslass errichtet wurde.
Er fließt in östliche bzw. nordöstliche Richtung. Nach etwa 2/3 Fließstrecke unterquert er die als Nordhäuser Straße bezeichnete Bundesstraße 85 und fließt wieder in die Haupt-Helme ein. Seine Ufer sind überwiegend durch Betonplatten befestigt, welche ein natürliches Mäandrieren verhindern. Dadurch wirkt der Solgraben heute eher unnatürlich.